# Murányi Tóni
Murányi Tóni (Székelyudvarhely, 1976. október 24.) erdélyi énekes, dalszerző, zenész. Zenekarával népies hangzású könnyűzenét játszik, 2009-ben készítette el harmadik lemezét. 

## Élete

### Tanulmányai
Gyerekkorában énekelt, táncolt, tizenéves korában írta első dalszövegeit. Előbb színésznek készült, 1997 körül fordult el a színészi pályától. Rövid ideig televízió-, illetve rádióbemondóként, majd újságíróként dolgozott. Közben autodidakta módon gitározni tanult.

### Zenei képzés Budapesten
2000-ben, Budapestre költözés után beiratkozott egy zeneiskolába, ahol zeneelméleti alapképzésben részesült, éneket és dalszerzést tanult. Saját bevallása szerint zenei képzettségét azonban nem elsősorban tanulmányainak, hanem önképzésének köszönheti. 2003-ban készült el a „Holtomiglan-holtodiglan” című bemutatkozó lemez, melyen olyan szerzeményei szerepeltek, mint a „Viszi az asszony”, „A hídon” vagy a címadó dal. 

### Költözés Kolozsvárra
Budapestről egyenesen Kolozsvárra költözött, és körülbelül egy év alatt szervezte meg és állította színpadra zenekarát. A zenekar tagjai Vigh Menyhárt basszusgitáros, Murányi János dobos, illetve Péter Attila és Hajdú Zsolt gitárosok, Murányi Tóni pedig énekel és gitározik. A két gitáros hamarosan távozott, csatlakozott viszont Orbán Ferenc hegedűs, és Enyed Károly billentyűs. 
Több sikeres koncert után 2008-ban Tóni és zenekara állandó klubot hozott létre a kolozsvári Bulgakov Kávézóban, ahol Orbán János Dénes költő pártfogása alatt havonta szórakoztatta a helyi irodalomkedvelő közönséget. Ebben az időszakban alakult ki a zenekar törzsközönsége is kolozsvári diákok, fiatalok illetve érett korúak köréből. Ekkor hangzott el első alkalommal a Nem tudok meghalni semmiért című dal, amelyet Orbán János Dénes 2007-ben az általa vezetett Előretolt Helyőrség Szépirodalmi Páholy hivatalos himnuszának választott.
2009-ben készült el harmadik lemeze, „A libapásztor srác”.

## Felvételei
- 2003. Holtomiglan-holtodiglan
- 2005. Vége van a nyálnak
- 2009. A libapásztor srác (Erdélyi Híradó Kiadó)

## Külső hivatkozások
- Hivatalos weboldal